# Craigavon
Craigavon (en gaèlic irlandès Creag Abhann) és una vila d'Irlanda del Nord, al comtat d'Armagh, a la província de l'Ulster. És una ciutat planificada que es va iniciar en 1965 i porta el nom de primer ministre d'Irlanda del Nord, James Craig, 1r vescomte Craigavon. Va ser pensada per ser una ciutat lineal incorporant Lurgan i Portadown, però aquest pla va fracassar i menys de la meitat del treball proposat es va acabar. Entre els locals avui "Craigavon" es refereix principalment a les zona residencial entre les dues ciutats.
Craigavon sovint es refereix a l'Àrea Urbana de Craigavon que inclou "Craigavon Centre, Brownlow, Lurgan, Portadown, Waringstown i Bleary" amb una població de 65.000 habitants.

## Demografia
Per al cens Craigavon és tractat com una sola entitat pel NI Statistics and Research Agency (NISRA) juntament amb Portadown, Lurgan i Bleary per formar l'"Àrea Urbana de Craigavon". Això fa que sigui difícil destriar un quadre demogràfic precís de la zona que és generalment considerada com a Craigavon – la principal àrea presidencial entre Portadown i Lurgan. Aquesta àrea correspon aproximadament als districtes electorals de Drumgask, Drumgor, Kernan i (part de) Taghnevan. Segons el cens del Regne Unit de 2001 la població total d'aquests territoris era de 12.597 habitants.
A Craigavon hi ha una forta comunitat xinesa i un alt nivell de racisme que ha provocat incidents.

## Townlands
La major part de Craigavon formava part de la parròquia civil de Seagoe. Aquesta és una llista dels townlands de l'àrea urbana de Craigavon (excloent Lurgan, Portadown i Bleary), amb la seva etimologia:
- Balteagh (de Bailte Fhiach)
- Clanrolla (de Cluain Rothla o Cluain Ralach)
- Crossmacahilly (de Cros Mhic Cathghaile o Cros Mhic Eachmhilidh)
- Drumgask (de Druim Gasach o Druim Gasga)
- Drumgor (de Druim gCor)
- Drumnagoon (de Druim na nGamhan o Druim Uí Dhubháin)
- Knockmenagh (de Cnoc Meánach)
- Legaghory or Legahory (de Log a' Choire)
- Monbrief (de Móin Bríghe or Magh an Bhritheamh o Magh an Breaghtha)
- Moyraverty or Moyraferty (de Maigh Raifeartaigh)
- Tamnafiglassan (de Tamhnach Feadha Glasáin o Tamhnach Fiodha Glasain)
- Tannaghmore West (de Tamhnach Mór)
- Tullygally (de Tulaigh Galla)

## Història
L'àrea urbana de Craigavon, especialment Lurgan i Portadown, va patir també durant el conflicte d'Irlanda del Nord, tot i que hi hagué molt poca violència al centre de Craigavon. El projecte de construcció d'una ciutat va ser abandonat.
El 10 de març de 2009, l'IRA de la Continuïtat va atribuir la responsabilitat per la mort a trets d'un oficial de PSNI a Craigavon, Comtat d'Armagh, la primera víctima mortal de la policia a Irlanda del Nord des de 1998. L'agent va ser fatalment ferit per un franctirador quan ell i un col·lega investigaven "activitats sospitoses" en una casa propera quan un veí va denunciar que uns joves havien trencat una finestra. Els oficials del PSNI van respondre a la crida d'emergència, donant a un franctirador del CIRA l'oportunitat de disparar i matar l'agent Stephen Carroll.

## Galeria d'imatges

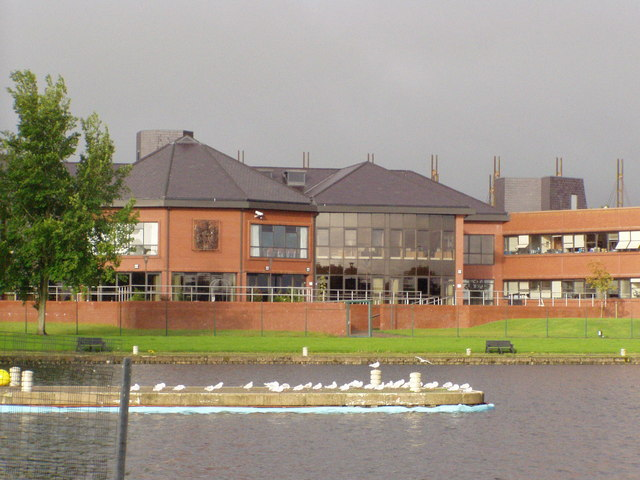
Centre Cívic i de Conferències de Craigavon
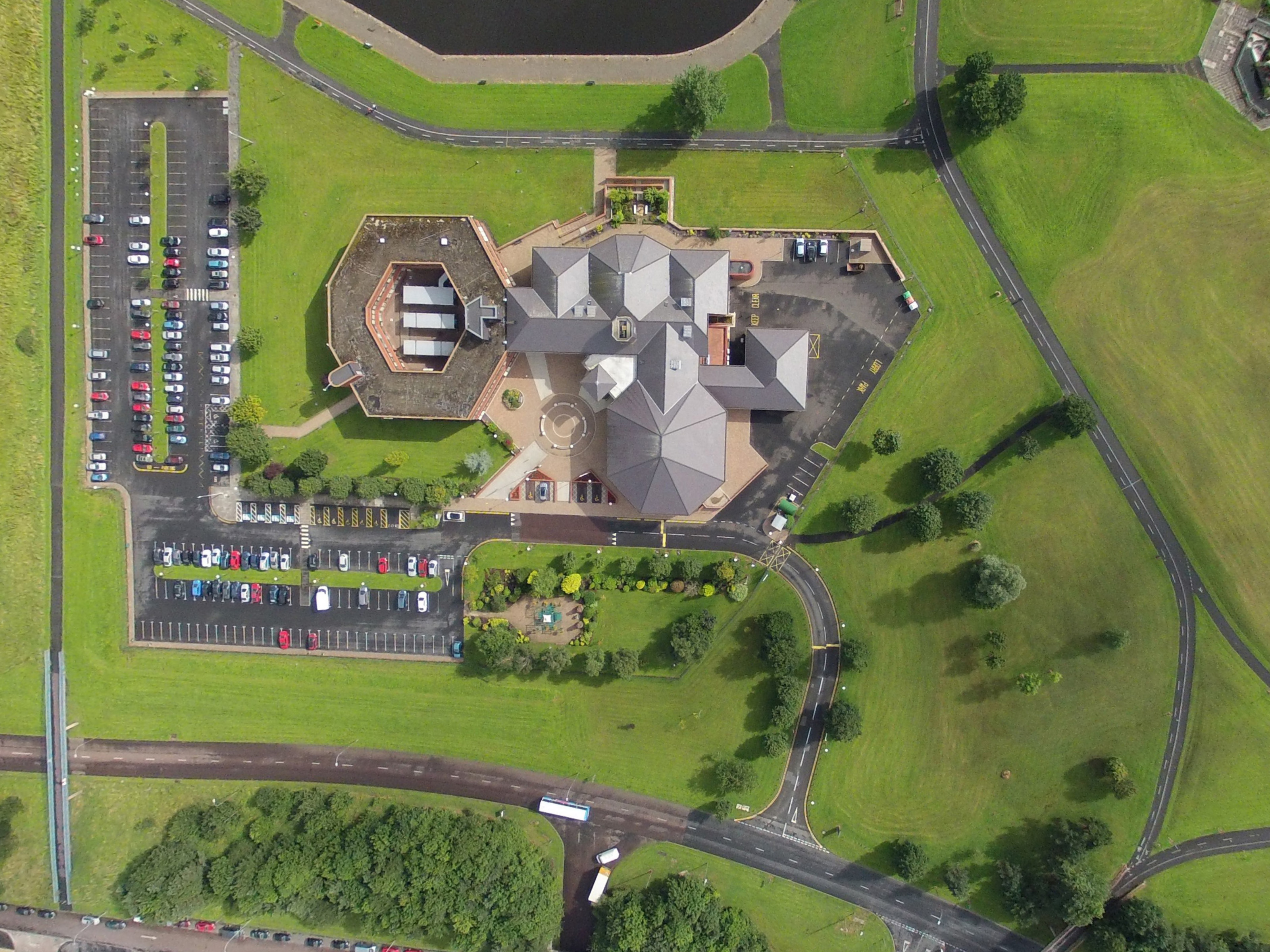
Centre Cívic i de Conferències de Craigavon
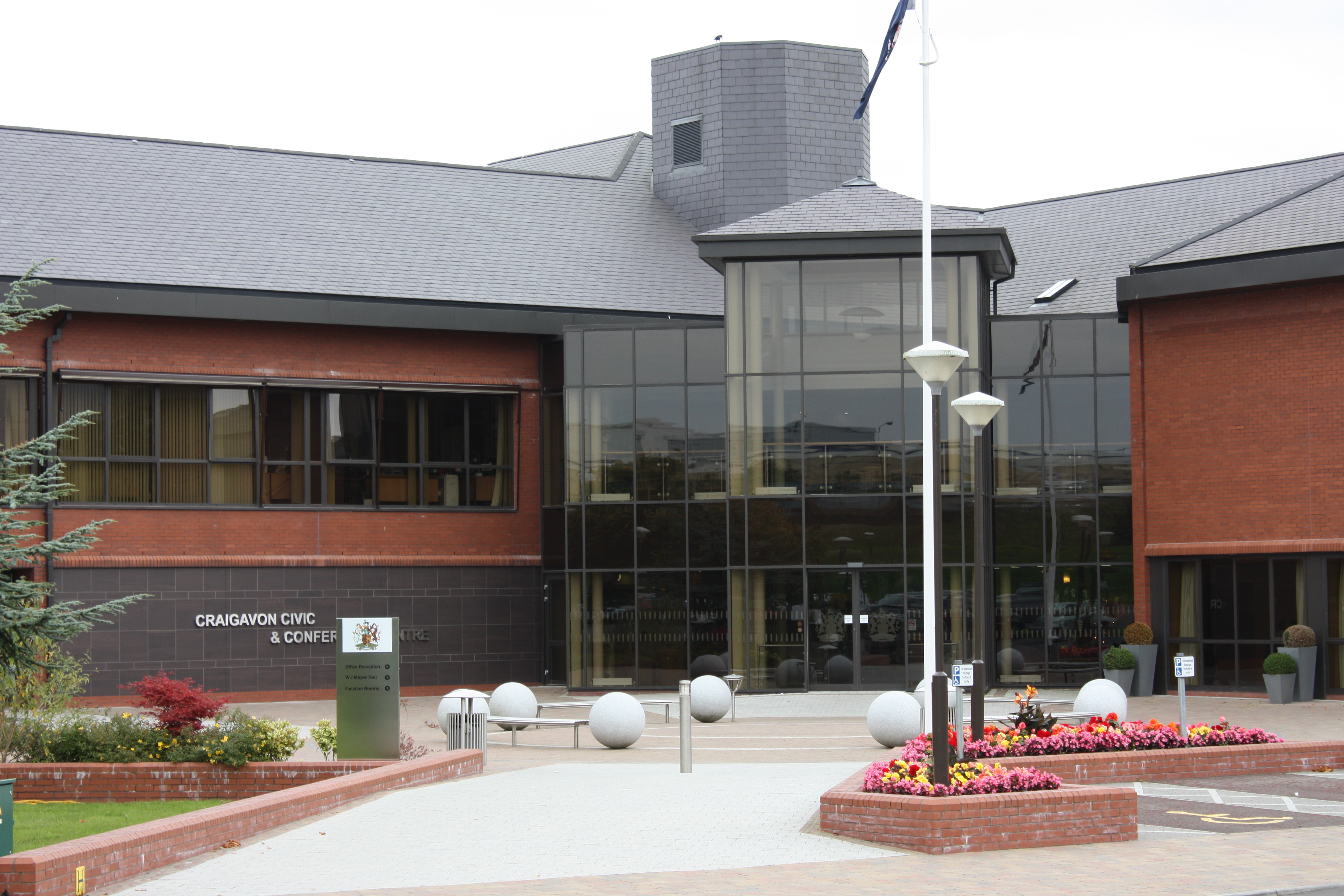
Centre Cívic i de Conferències de Craigavon
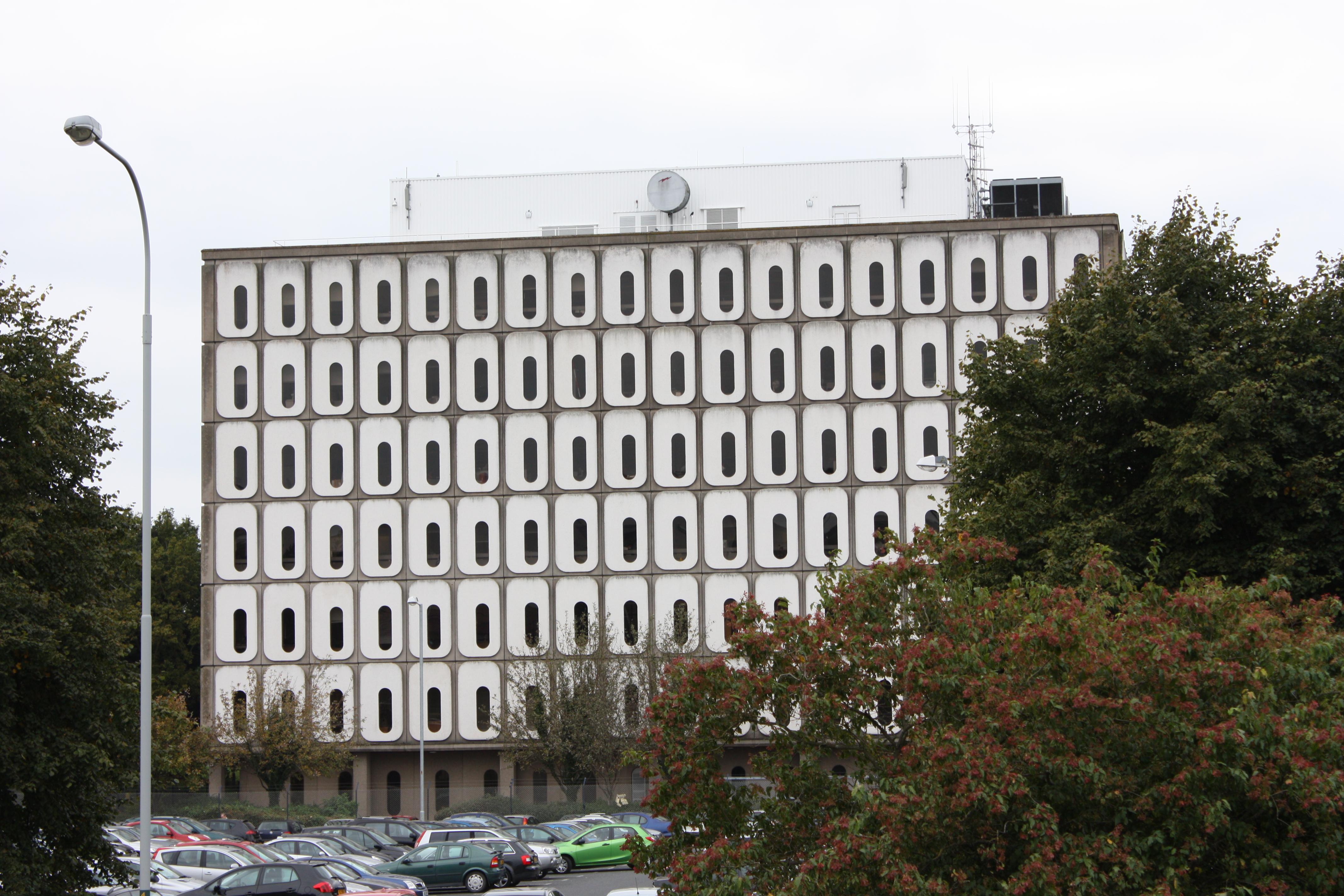
Marlborough House
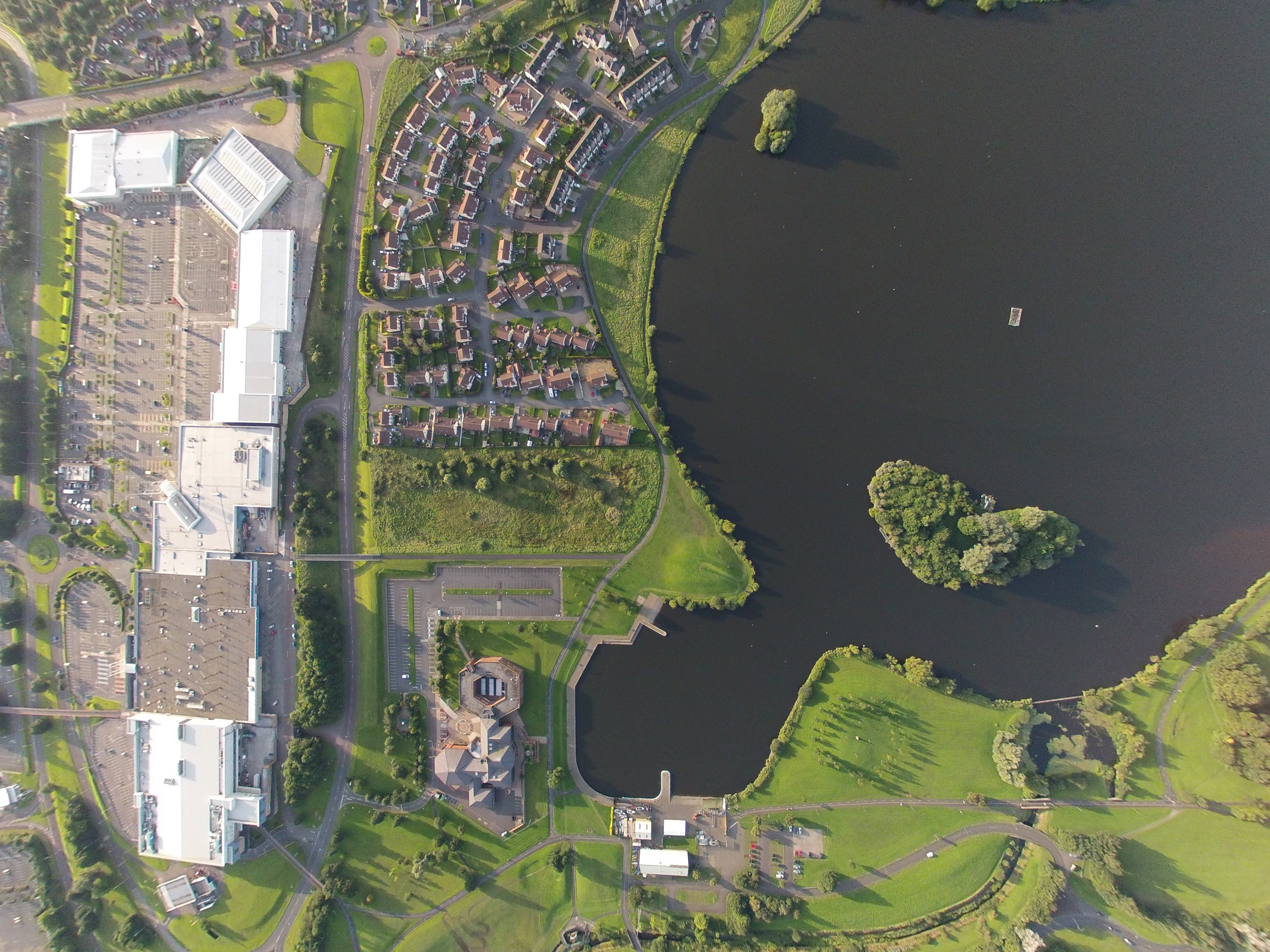
Un dels llacs dels voltants de Craigavon
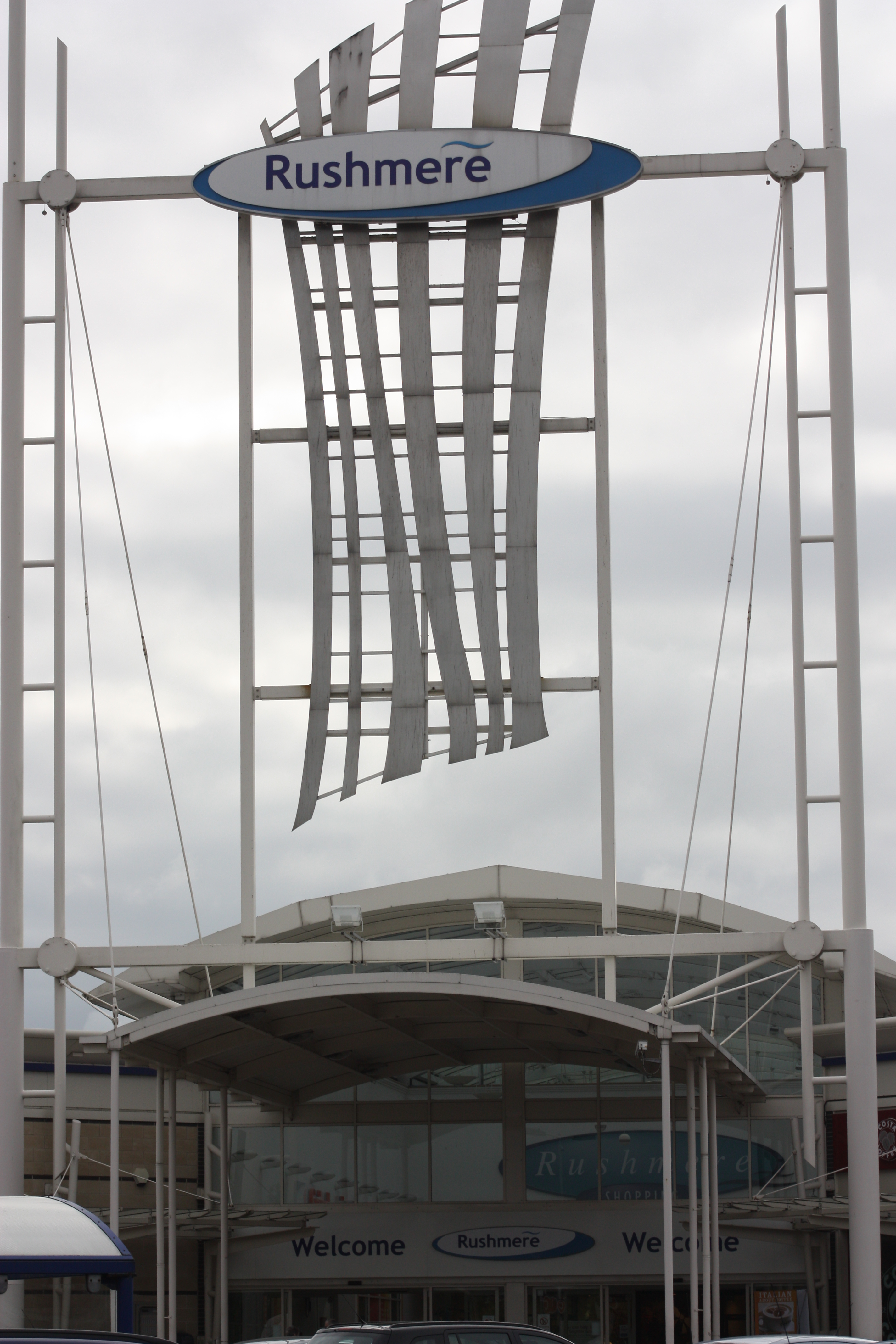
Rushmere Shopping Centre

## Agermanaments
- LaGrange
- Ballina